# Enzo Carli (fotografo)
Enzo Carli (Senigallia, 13 luglio 1949) è un giornalista, sociologo, fotografo e storico della fotografia italiano.

## Biografia
Fotografo, sociologo, giornalista e studioso della fotografia, allievo di Mario Giacomelli, si laureò con una tesi su Mario Giacomelli nel quadro della fotografia italiana contemporanea.
Dal 1980 a tutto il 1990 ha partecipato a dibattiti e convegni sulla fotografia, partecipato e curato mostre fotografiche in tutta Italia. Nel 1995 ha coordinato l'impianto teorico del Manifesto e la mostra dei Fotografi del Centro Studi Marche poi Fotografi del Manifesto:"Passaggio di Frontiera", sottoscritto da Mario Giacomelli, Gianni Berengo Gardin, Giorgio Cutini, Ferruccio Ferroni, Luigi Erba, Aristide Salvalai, Francesco Sartini, Paolo Mengucci, Sofio Valenti con Marco Melchiorri e Loriano Brunetti come testimoni. Nel 1996 è stato inserito come studioso di Mario Giacomelli sull'Enciclopedia Utet, aggiornamenti culturali.
Nel 2002-4 è stato Direttore artistico del progetto Europeo "Human Work" indagine fotografica sul lavoro che ha coinvolto come capofila l'Italia (Provincia di Ancona), con la Spagna, la Germania e la Romania. Nel 2005 ha partecipato per la Biblioteca nazionale di Francia alla mostra "Metamorfosi" su Mario Giacomelli con Jean-Claude Lemagny e Anne Biroleau. Nel 2009 ha presentato la mostra personale, progetto fotografico Archeologia dei Sentimenti all’Ikona Gallery di Venezia, con la direzione artistica di Živa Kraus, e nello stesso anno a cura di Michel Dubois, con la presentazione di Jean Claude Lemagny, proposta a Parigi (Saint-Nom-La-Breteche).
Nel 2010, con il Circolo degli Artisti di Reggio Emilia, e la Fenalc nell'ambito della Fotografia Europea, presso l’Aula Magna dell’Università degli Studi Di Modena e Reggio Emilia. Una selezione è stata esposta a Berlino-Kopenick. Nel settembre 2011 la personale è stata proposta in Sicilia presso la galleria Ghirri-Museo della Fotografia di Caltagirone dove è attualmente conservata. La mostra viene presentata per la prima volta nelle Marche a Fabriano in occasione del Premio Gentile da Fabriano 2012. Nel 2013 l'Università di Camerino gli dedica una personale con la presentazione del rettore Corradini e nel 2017 con Archeologia dei sentimenti - Crisalidi a Jesi presso il Palazzo Bisaccioni con la presentazione di Armando Ginesi.
Già Vice Presidente della Società Italiana di Sociologia, master in sociologia clinica, nel 1990 viene nominato libero docente dell'Istituto Superiore di Cibernetica della Repubblica di San Marino e nel 2010/11 ha un incarico di docente di sociologia e cultura della fotografia alla Facoltà di Architettura dell'Università di Camerino, nel 2011/13 di docente di fotografia presso l'università "Carlo Bo" di Urbino, sociologia della Comunicazione.
Al suo attivo numerose pubblicazioni di critica e storia della fotografia sia a livello specialistico che divulga pubblicando con diverse Case editrici (Alinari, Fabbri, Charta, Adriatica Editrice, Gribaudo, Il Lavoro Editoriale, Ideas edizioni, Quattro Venti, ecc.).
Nel 2013 viene inserito del Premio Nazionale Città di Fabriano, come componente del Manifesto Passaggio Di Frontiera.

## Biblioteca e archivio
Libri e fotografie di Enzo Carli sono conservate in diversi luoghi; ricordiamo la Biblioteca Comunale di Senigallia,  il Museo comunale della fotografia di Senigallia, Musinf; la BNF di Parigi, il Museo della Fotografia di Caltagirone, l'Assessorato alla Cultura del Comune di Acqualagna, lo storico Circolo Fotografico la Gondola di Venezia ecc

## Opere
Autore di articoli, recensioni e presentazioni di testi fotografia in Italia e all'Estero. Tra i libri si ricordano: 
- Il reale immaginario, Ed. Il lavoro Editoriale, Ancona;
- E se cent'anni vi sembran pochi, Ed. Il lavoro Editoriale, Ancona;
- Fotografia, Adriatica Edizioni, Ancona
- Spazi Interiori, Adriatica Edizioni,
- Guida alla fotografia, Fabbri edizioni, Milano:
- Mario Giacomelli. La forma dentro, Charta Edizioni Ancona;
- Human Work, Provincia di Ancona, UE;
- Archeologia dei sentimenti, Ideas Edizioni Benevento,
- Crisalidi, Ed. Quattro Venti, Urbino;
- Quella porta sullo sguardo, Ideas Edizioni Benevento;
- Moto contrario, Ed. Alinari;
- Mi ricordo che, Ed. Alinari;
- Il dagherrotipo mutante, Ideas Edizioni Benevento.

| Controllo di autorità | VIAF (EN) 1033156919246754970008 · GND (DE) 1195087985 |